# General Viana
General Viana Spósito – urugwajski piłkarz, pomocnik.
Jako piłkarz Central Montevideo wziął udział w turnieju Copa América 1939, gdzie Urugwaj został wicemistrzem Ameryki Południowej. Viana zagrał w trzech meczach – z Ekwadorem (w 70 minucie zastąpił go Abdón Reyes), Paragwajem i Peru.
Po mistrzostwach kontynentalnych przeniósł się w 1939 roku do Argentyny, gdzie grał w barwach klubu Boca Juniors. Razem z Boca Juniors w 1940 roku zdobył tytuł mistrza Argentyny. Następnie w latach 1941–1942 grał w klubie Atlanta Buenos Aires, po czym wrócił do ojczyzny, by grać w drużynie Club Nacional de Football, z którym w 1944 sięgnął po wicemistrzostwo Urugwaju.
Jako piłkarz klubu Nacional wziął udział w turnieju Copa América 1945, gdzie Urugwaj zajął czwarte miejsce. Viana zagrał we wszystkich sześciu meczach – z Ekwadorem, Kolumbią, Brazylią, Boliwią, Chile i Argentyną.
Viana od 22 stycznia 1939 roku do 18 lipca 1945 roku rozegrał w reprezentacji Urugwaju 10 meczów i nie zdobył żadnej bramki.